# 希尔德斯
希尔德斯（德語：Hilders，發音：[ˈhɪldɐs]）是德国黑森州卡塞尔行政区富尔达县的市镇，面积70.37平方千米，2023年12月31日人口为4,834人。